# Diplacodes pumila
Diplacodes pumila är en trollsländeart som beskrevs av Klaas-Douwe B. Dijkstra 2006. Diplacodes pumila ingår i släktet Diplacodes och familjen segeltrollsländor. IUCN kategoriserar arten globalt som livskraftig. Inga underarter finns listade i Catalogue of Life.

## Bildgalleri

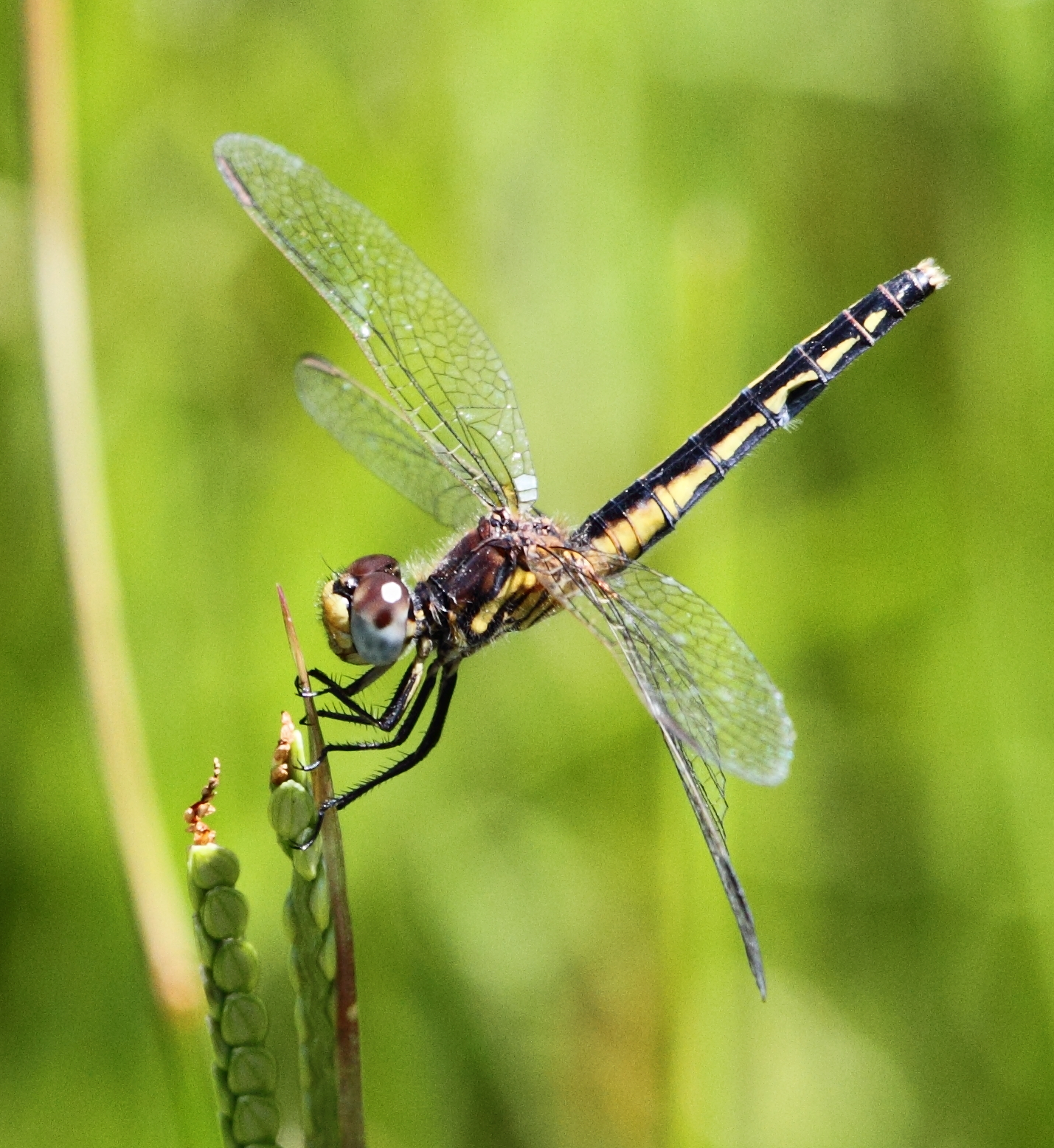